# La giovane guardia
La giovane guardia (in russo Молодая гвардия?, Molodaja gvardija) è un film del 1948 diretto da Sergej Apollinarievič Gerasimov, tratto dall'omonimo romanzo di Aleksandr Fadeev.

## Trama
Nel 1942, durante l'occupazione nazista della città di Krasnodon (ora oblast di Luhansk), nella Repubblica Socialista Sovietica Ucraina, alcuni adolescenti locali iniziano la resistenza armata contro l'invasore, creando l'organizzazione clandestina "Giovane Guardia". In molte occasioni riescono a superare in astuzia il nemico eseguendo con successo vari atti di guerriglia e sabotaggio, come far saltare in aria gli uffici di reclutamento nazisti. Organizzano altri compagni di scuola in gruppi di cinque per aiutare i cittadini nella loro lotta quotidiana per la sopravvivenza, risollevandone lo spirito. Alcuni di loro vengono arrestati, e poi torturati affinché rivelino i nomi dei compagni: tutti preferiranno immolarsi pur di non tradirli.